# World Championship of Online Poker 2002

Logo von PokerStars

Die World Championship of Online Poker 2002 war die erste Austragung der Onlinepoker-Weltmeisterschaft und fand vom 20. bis 29. Juli 2002 auf der Plattform PokerStars statt.

## Turnierplan
| # | Beginn        | Buy-in (in $) | Variante                          | Teilnehmer | Sieger       | Herkunft           | Preisgeld (in $) |
| - | ------------- | ------------- | --------------------------------- | ---------- | ------------ | ------------------ | ---------------- |
| 1 | 20. Juli 2002 | 0109          | Limit Texas Hold’em               | 565        | fingaz       | Vereinigte Staaten | 15.537           |
| 2 | 21. Juli 2002 | 0265          | Pot Limit Omaha High/Low          | 207        | Canuk        | Kanada             | 14.231           |
| 3 | 22. Juli 2002 | 0265          | Seven Card Stud High/Low          | 204        | 55lucky55    | Vereinigte Staaten | 14.025           |
| 4 | 23. Juli 2002 | 0320          | No Limit Texas Hold’em            | 287        | michigangirl | Vereinigte Staaten | 23.677           |
| 5 | 25. Juli 2002 | 0320          | Pot Limit Texas Hold’em           | 287        | MIK22        | Frankreich         | 23.677           |
| 6 | 26. Juli 2002 | 0530          | Limit Omaha High/Low              | 135        | –db-         | Vereinigte Staaten | 20.250           |
| 7 | 27. Juli 2002 | 0530          | Limit Texas Hold’em               | 273        | kerrdawg     | Vereinigte Staaten | 37.537           |
| 8 | 27. Juli 2002 | 0109          | Limit Texas Hold’em Heads-Up      | 256        | lennart      | Schweden           | 0.7680           |
| 9 | 28. Juli 2002 | 1050          | No Limit Texas Hold’em Main Event | 238        | MultiMarine  | Schweden           | 65.450           |